# Provinciile Gabonului
Conform legii 12/75, publicată în Monitorul Oficial al statului Gabon, teritoriul național este divizat într-un număr de 9 provincii, fiecare reprezentată de către un guvernator. Acestea se divid la rândul lor în 49 de departamente.

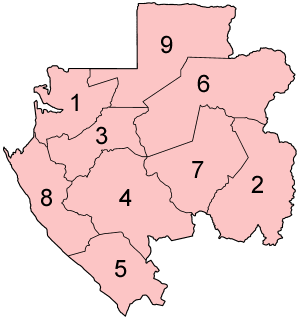
Provinciile statului Gabon

| Număr pe hartă | Stema | Provincie       | Reședință   | Suprafața (km2) | Populație (rec. 1993) | Populație (rec. 2013) |
| -------------- | ----- | --------------- | ----------- | --------------- | --------------------- | --------------------- |
| 1              |       | Estuaire        | Libreville  | 20.740          | 463.187               | 895.689               |
| 2              |       | Haut-Ogooué     | Masuku      | 36.547          | 104.301               | 250.799               |
| 3              |       | Moyen-Ogooué    | Lambaréné   | 18.535          | 42.316                | 69.287                |
| 4              |       | Ngounié         | Mouila      | 18.535          | 37.750                | 100.838               |
| 5              |       | Nyanga          | Tchibanga   | 21.285          | 39.430                | 52.854                |
| 6              |       | Ogooué-Ivindo   | Makoukou    | 46.075          | 46.862                | 63.293                |
| 7              |       | Ogooué-Lolo     | Koulamoutou | 25.380          | 43.915                | 65.771                |
| 8              |       | Ogooué-Maritime | Port-Gentil | 22.890          | 97.913                | 157.562               |
| 9              |       | Woleu-Ntem      | Oyem        | 38.465          | 97.271                | 154.986               |